# حمى (محافظة ثار)
حمى هو مركزٌ سعوديٌ تابعٌ لمحافظة ثار التابعة لمنطقة نجران، في المملكة العربية السعودية. المركز من الفئة (أ)، ورمزه 2454 حسب دليل الترميز الموحد للمناطق الإدارية بالمملكة العربية السعودية.